# Ravioli

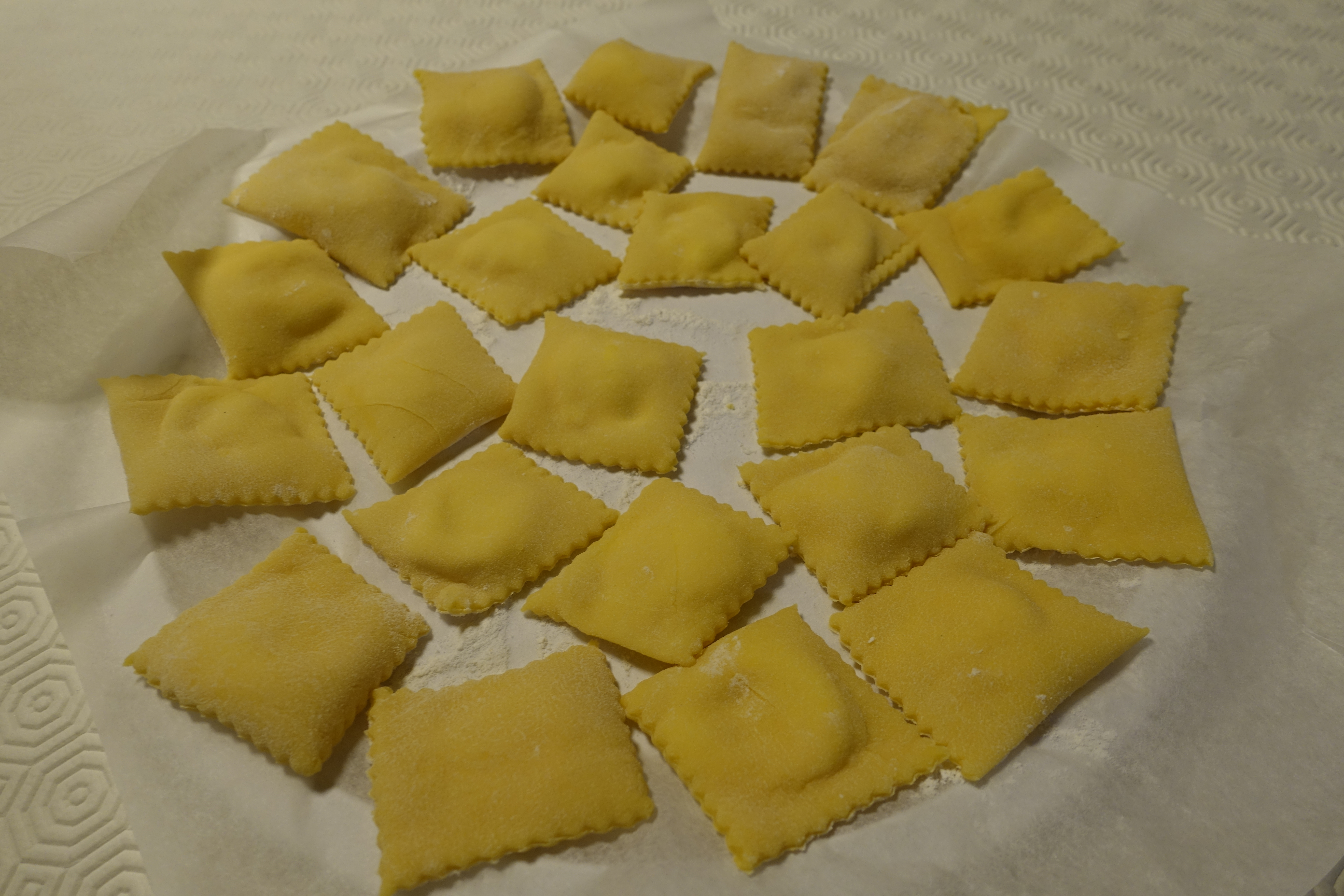
Ravioli

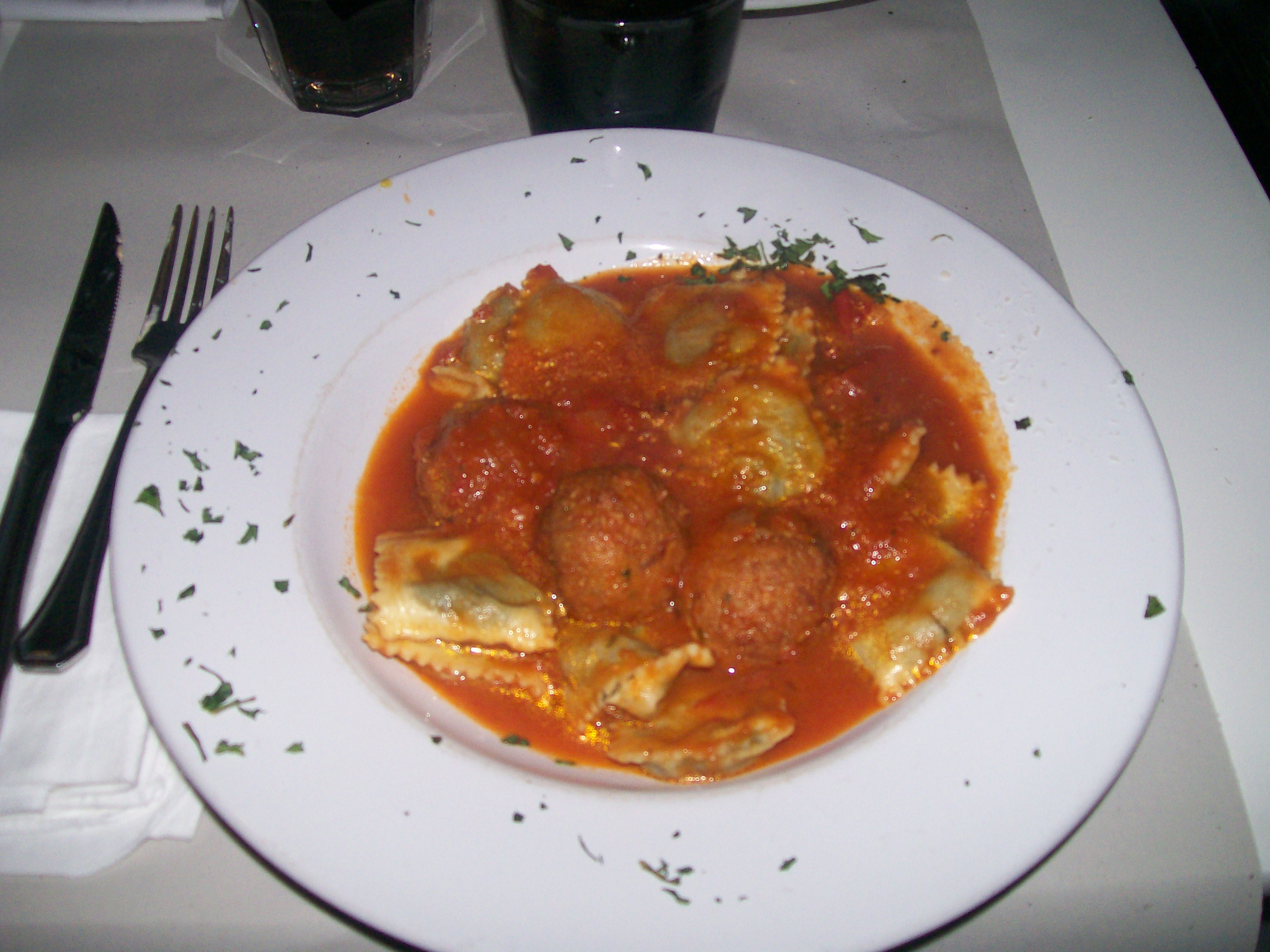
Ravioles servidos con tuco y albóndigas.

Ravioli (del italiano raviolo, plural ravioli), raviol (en los países del Río de la Plata) es el nombre de un tipo de pasta rellena realizada con diferentes ingredientes y generalmente replegada en forma cuadrada, típico de la cocina italiana. Se acompañan de algún tipo de salsa, en especial de tomate (similar al ragú), tucos, pesto (salsa a base de albahaca) o crema.
En Argentina, Chile, Costa Rica, México, Paraguay, Perú y Uruguay se los llama en plural 'ravioles', en  Venezuela permanece invariable en plural: 'los ravioli' y en España y Colombia, 'raviolis'.[cita requerida]

## Historia
Una de las leyendas más difundidas (surgida en Estados Unidos en la década de 1930) sugiere que fueron llevados a Italia desde China por Marco Polo, quien habría conocido los «ravioli chinos» llamados jiaozi o —en todo caso— las preparaciones llamadas wontón. Esta leyenda ha sido ampliamente refutada dado que, históricamente, los ravioli están documentados en la gastronomía del norte de Italia desde antes que el mismo Polo naciera. Un documento suscrito por el monje Guillermo de Maleval, hace mención de una pasta que sería antecedente de los ravioli actuales.
La fuente más antigua mencionando la palabra ravioli (en francés raviole) proviene de un documento eclesiástico francés de 1228 en el cual se describen como unos pedazos de masa que contiene carne picada y raba (nabo) picada durante la Cuaresma.
El célebre Giovanni Boccaccio usa la palabra al decir burlonamente en el Decamerón: «... nessuna altra cosa facevano che far maccheroni e raviuoli (sic)» (‘...ninguna otra cosa hacían que hacer macarrones y ravioli’). El origen de los ravioli italianos propiamente dichos es una de las variaciones de la lasaña rellena. A diferencia de los ravioli actuales, los primeros eran de forma más redondeada.
Los ravioli típicamente italianos son, desde el siglo XX, un plato muy conocido en prácticamente todo el planeta, aunque fuera de Italia han tomado «carta de ciudadanía» principalmente en Argentina y  Uruguay, en donde son una de las comidas más populares de la gastronomía. Jorge Luis Borges dijo que la primera vez que comió ravioli fue cuando era niño —hacia 1905— al ser invitado por uno de sus amigos, la presencia del consumo popular de ravioli en el área rioplatense queda atestiguada ya de bastante antes por las Memorias de Lucio V. Mansilla, quien corrobora su consumo al menos desde 1880.
Por otra parte, la expresión «raviolada del domingo» alude a la costumbre de consumirlos en el almuerzo familiar de ese día, cuando rivalizan con otras pastas o el tradicional asado. Era común, durante el siglo XX, cuando una familia edificaba por su propia cuenta su vivienda ofrecía como contraprestación ravioladas (ravioles caseros, servidos con tuco y abundante queso rallado) a los amigos y vecinos que les ayudaban.[cita requerida].
En Costa Rica son también muy populares. De hecho, existe una versión criolla bastante frecuente, que puede hacerse también con pasta de canelones, y encontrarse en las típicas "sodas" y "cantinas", rellena con carne mechada, empanizada en cerveza y "arreglada" con ensalada de repollo y aderezos.
En Francia, los raviolis forman parte de la cocina tradicional de Niza, en la Costa Azul, y de las demás regiones cercanas a Italia, en el sureste de Francia. Hay muchas recetas de rellenos, pero una de las recetas más características de Niza y su región son los ravioli de daube (raviolis à la daube).
En la región histórica del Delfinado se producen desde el siglo XIII unos ravioli en miniatura llamados “ravioles du Dauphiné”; los cuales están rellenos con una mezcla de queso fresco, queso comté y perejil; se sirven como pasta o gratinado al horno.

## Preparación

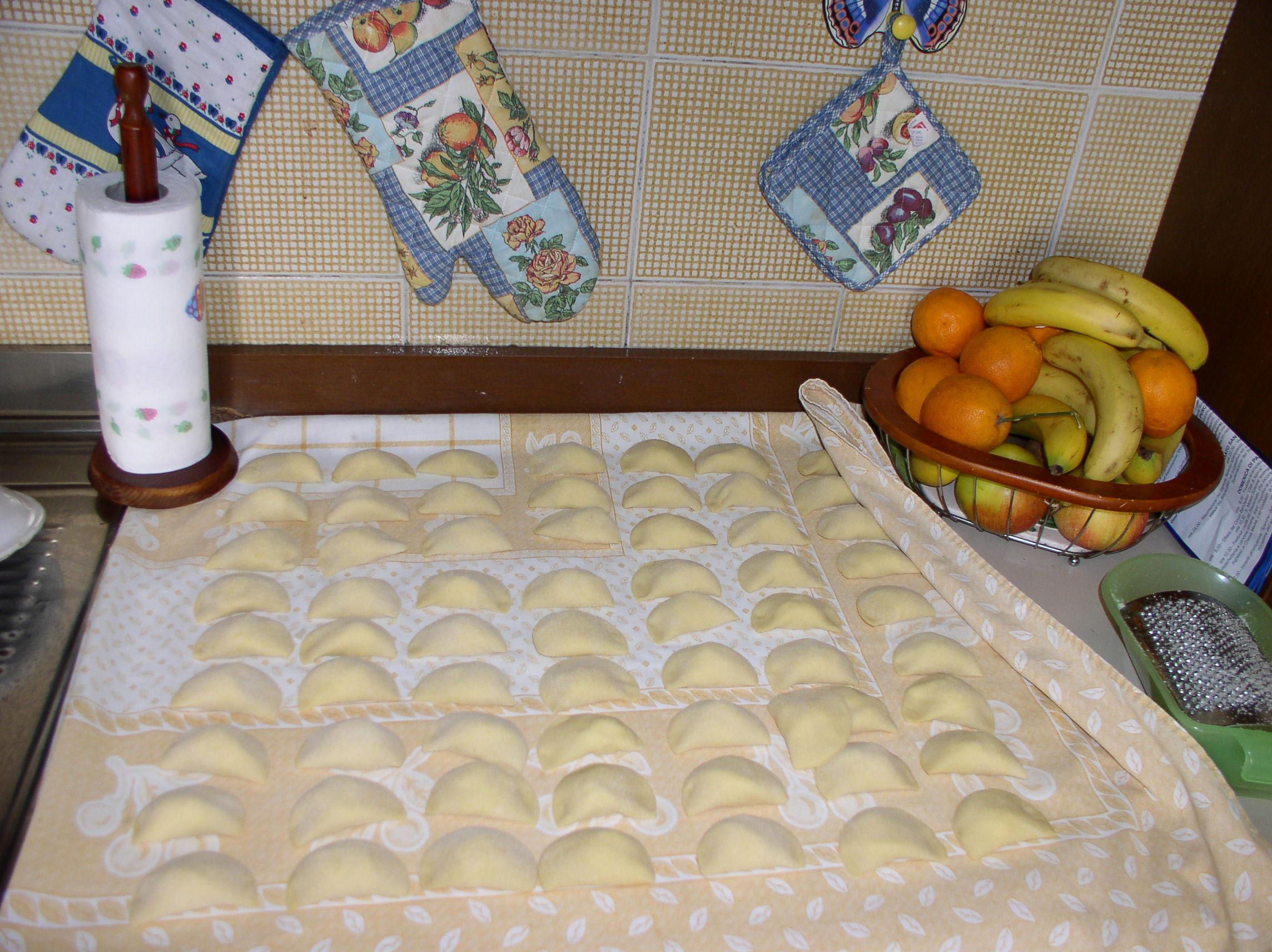
Raviolis caseros rellenos de requesón.

La preparación de los ravioli requiere de una pasta especial, no de una simple pasta al huevo, sino de una con bastante agua y relativamente poco huevo. Pese a su nombre (‘plegados’), modernamente los ravioli se hacen de un modo más rápido extendiendo sobre la mesa una lámina cuadrangular de la mencionada pasta y disponiendo sobre la misma el relleno de un modo regular; luego se cubre todo con una lámina semejante a la inferior y se fracciona con un elemento cortante (muchas veces una ruedecilla dentada giratoria) en los cuadrados que resultarán en los ravioli individuales. Una de las recetas más antiguas conocidas señala como ingredientes del relleno la borraja (ingrediente actualmente totalmente desaconsejado por sus efectos nocivos), la escarola, carne vacuna, leche cuajada, pasta de salchicha, queso parmesano y huevo de gallina.
Actualmente, los ravioli suelen estar rellenos de ricota, una especie de requesón (muy común en Italia, Argentina y Uruguay) y otros tipos de queso, espinaca, ortiga, carne, riñones, sesos, etcétera. Los vegetarianos han puesto de moda los ravioli rellenos de tofu. Una vez preparados, los ravioli se pueden guardar durante unos pocos días en un refrigerador.
Un tipo de salsa que los puede acompañar es la elaborada sobre la base de tomate, carne vacuna, romero, ajo y cebolla.

## Afines
En la misma Italia existen otras pastas semejantes a los ravioli, aunque diferentes no sólo de nombre sino también de forma: entre estos los agnelotti o agnolotti (‘corderitos’) del Piamonte y los cappelletti (‘sombreritos’) oriundos de la Emilia-Romaña. También son similares los tarteletis y los sorrentinos rioplatenses. En otros países existen platos semejantes a los ravioli, como los jiaozi y los wontan o wantan chinos, los mantı turcos, los pelmeni rusos y los momos tibetanos.
En la terminología gastronómica francesa, los ravioli suelen ser incluidos en el conjunto de las llamadas boulettes (cierto tipo de albóndigas). De un modo semejante ocurre en la terminología gastronómica inglesa, donde los ravioli se incluyen en el conjunto de los dumplings (masas rellenas). En ambos casos, tal tipo de «clasificación culinaria» hace que los ravioli pasen a integrar un conjunto de platos en los cuales también están incluidos, bastante heterogéneamente, los dim sum chinos, los macha, las gyoza y takoyami japoneses, los kropkaka suecos, los maultasche alemanes, etcétera, aunque casi lo único común a tales preparaciones sea el hecho de la existencia del relleno en porciones discretas y la cocción en agua o al vapor.